# Berit Berthelsen
Berit Berthelsen (* 25. April 1944 in Nittedal als Berit Tøien; † 13. Februar 2022 in Bærum) war eine norwegische Leichtathletin. Sie startete für die Vereine Hakadal IL und IL Tyrving.

## Sportliche Laufbahn
Berthelsen belegte bei den Olympischen Sommerspielen 1964 den neunten Platz im Weitsprung und gewann während der Nordischen Meisterschaften im Jahre 1965 fünf Goldmedaillen (100 m, 200 m, 400 m, Weitsprung und Staffellauf). Sie gewann die Hallen-EM im Weitsprung in den Jahren 1967 und 1968 und errang 1969 in Athen die Bronzemedaille. Berthelsen stellte 33 norwegische Rekorde auf. Der Weitsprungrekord von 1968 über 6,56 m wurde erst im August 2009 durch Margrethe Renstrøm mit 6,64 m übertroffen.
Bei ihrer zweiten Olympiateilnahme 1968 in Mexiko war Berthelsen die norwegische Fahnenträgerin. Im Weitsprung wurde sie in Mexiko Siebte und belegte Rang 18 Fünfkampf.
Berit Berthelsen gewann viermal den Königspokal: 1963, 1964, 1966 und 1968. Sie errang 35 norwegische Meistertitel: fünf auf der 100-Meter-Distanz, neun auf 200 m, vier auf 400 m, einen auf 100 m Hürden, elf im Weitsprung und vier im Crosslauf. 1967 wurde sie mit der Morgenbladet-Goldmedaille geehrt.
Sie war mit dem norwegischen Weitspringer Roar Berthelsen verheiratet.